# Yū Shirota
Yū Shirota (城田 優, Shirota Yū), parfois orthographié Yuu Shirota, est un acteur et chanteur nippon-espagnol né le 26 décembre 1985 à Tokyo.

## Biographie

### Jeunesse et formation
Fils de l'artiste espagnole Pepi Shirota (née Fernández) et de l'écrivain japonais Mitsuo Shirota, Yū a quatre frères et sœurs : l'acteur et chanteur Jun Shirota, Maria, la chanteuse et mannequin Rina (Lina Mirai Fernandez) et Dai. Il a vécu à Barcelone de ses trois à sept ans. Il conserve une maîtrise courante de l'espagnol.
Il pratique plusieurs instruments tels que le piano, la guitare et le saxophone. Grand fan de football, il est supporter de FC Barcelone.
Il retourne au Japon dès l'école primaire. Il fréquente par la suite le lycée privé Horikoshi (Nakano) avec d'autres célébrités en devenir tels que Tomohisa Yamashita, Teppei Koike, Tōma Ikuta et Jin Akanishi. Depuis ses treize ans, il enchaîne « des cours, des auditions, des entretiens » mais la plupart de ses tentatives se révèlent infructueuses.

### Une entrée remarquée dans le milieu musical (2003 - 2006)
Sa carrière connaît des débuts difficiles. Shirota peine à s'établir clairement dans le paysage audiovisuel japonais :

« A mes débuts, j'ai auditionné cent fois pour la télévision et le cinéma, mais je n'ai pu décrocher aucun rôle avant l'âge de seize ans. [...] Jusque-là, on se focalisait uniquement sur mes traits ou ma taille. Tout le monde me disait : Oh, tu es trop grand et Tu es trop ci, trop ça [...]. Quand j'ai finalement trouvé ma place, c'était dans une comédie musicale. [...] Pour la première fois, je sentais que mon visage, ma taille ou mon corps s'intégraient »

— Yū Shirota
A son sens, la comédie musicale est ainsi l'un des rares milieux artistiques où « le physique n'a aucune importance ».
Son premier rôle majeur est celui du Tuxedo Mask dans les comédies musicales Sera Myu, elles-mêmes basées sur la franchise phare Sailor Moon. Il tient le rôle durant deux ans, de 2003 à 2004. Il enchaîne dans les productions Tenimyu, pour cinq spectacles différents étendus sur trois ans ; avec Kōtarō Yanagi, ils campent le duo principal Ryoma Echizen/Kunimitsu Tezuka.
Dès 2006, il peaufine sa connaissance des comédies musicales anglophones en visitant New York. À Broadway, il assiste aux représentations de The Producers, Rent, Spelling Bee, Sweeney Todd et The Phantom of the Opera. Un an plus tard, il décroche le rôle du jeune premier Anthony dans la version japonaise de Sweeney Todd ; le casting comporte des artistes prestigieuses telles que Shinobu Ōtake et Sonim.
Il est membre du groupe de la Watanabe Entertainment, les D-BOYS, entre 2004 et 2008. S'il privilégie rapidement une carrière solo, il continue néanmoins d'apparaître dans les projets du groupe en tant qu'invité.

### Révélation télévisuelle (2007 - 2009)
Courant 2007, il acquiert une certaine notoriété avec le personnage homosexuel de Makoto Kagurazaka dans Hanazakari no Kimitachi e ; ce drama, tiré du manga culte éponyme, connaît un grand succès.
Il enchaîne par la suite avec l'un des rôles principaux de l'adaptation live de The Prince of Tennis, aux côtés de Kanata Hongō. Il reprend ainsi le personnage qu'il incarnait sur les planches.
En 2007, il tient son premier rôle majeur au cinéma dans Heat Island. S'ensuivent quelques rôles notables à la télévision courant 2008-2009, dont celui du lycéen rebelle Kei Shinjo dans Rookies et du jeune homme perturbé accusé de meurtre Kyosuke Mariya dans Koshonin.
En 2009, un sondage mené par Oricon l'érige à la 8e place des acteurs et actrices les plus prometteurs.

### Star de la scène musicale (2010 - 2020)
C'est toutefois dans le domaine musical que Shirota reste le plus actif. Le personnage de Der Tod (La Mort) dans Elisabeth lui apporte une grande notoriété dans le milieu. Pour sa performance, il obtient une première récompense : celle de la révélation de l'année au 65e Festival des Arts du Japon, en 2010.
En 2011, face à Meisa Kuroki, Mikako Tabe et Kim Myung-Soo, il s'illustre dans le thriller Jiu - Special Investigation Team. Il y tient le rôle masculin principal, celui du policier intègre Takashi Amamiya.
De 2012 à 2014, il figure à la distribution principale de GTO: Great Teacher Onizuka, nouvelle adaptation à succès de l'œuvre culte signée par le mangaka Tōru Fujisawa. AKIRA (membre du groupe EXILE) tient le rôle principal d'Eikichi Onizuka tandis que Shirota incarne son meilleur ami, Ryuji Danma.
En 2013, il participe à la série de concerts 4 Stars: One World of Broadway, aux côtés de Lea Salonga, Sierra Boggess et Ramin Karimloo. A cette occasion, Shirota fait la connaissance de Karimloo, star très réputée de la scène musicale encensée pour ses performances dans Les Misérables et The Phantom of the Opera. Cette rencontre amicale aboutira à de nombreuses collaborations professionnelles.
2016 lui apporte sa première consécration. A nouveau à l'affiche d'Elisabeth dans le rôle de Der Tod, il remporte le prix du meilleur acteur aux 23e Yomiuri Theatre Awards. Cette même année, aux WOWOW Katteni Drama Awards, il décroche également le prix du meilleur acteur. La même année, il est sollicité par Gorō Kishitani et son complice Yasufumi Terawaki (le tandem Chikyū Gorgeous) pour la comédie musicale The Love Bugs où il côtoie Tomu Ranju, Sōichi Hirama, Sakurako Ōhara ou encore Kenta Izuka.
En 2018 sort A singer, son album consacré à des reprises de comédies musicales. Pour l'occasion, Yū Shirota collabore avec des artistes renommées comme Sumire, Eliana Silva et Erika Ikuta. Il retrouve Ramin Karimloo sur le titre d'Elisabeth, 闇が広がる (The Shadows Grow Longer).
Depuis 2019, il fait partie du groupe IMY aux côtés de ses costars et amis de longue date Ikusaburō Yamazaki et Matsuya Onoe.
Cette même année, il est à l'affiche d'une production remarquée de Pippin, dirigée par Diane Paulus. Il tient le rôle principal aux côtés de Crystal Kay. Le personnage de Pippin lui tient à cœur, Shirota s'identifiant à la difficulté de trouver sa place. La presse souligne la diversité du casting et de l'équipe, laquelle met en lumières des personnalités hāfu.
Toujours en 2019, il s'essaie à la mise en scène sur Phantom, où il tient également le rôle principal en alternance. Le compositeur de l'œuvre originale, Maury Yeston, se montre dithyrambique à son égard : « C'est une star vraiment fascinante, non seulement un grand interprète mais aussi un acteur réfléchi. Il est très intelligent et possède un sens de l'humour aiguisé. Avant tout, un réalisateur doit saisir dans le moindre détail les émotions des personnages [...]. Yū est rassurant sur ce point puisqu'il a déjà campé le Fantôme. [La pièce] a été jouée à de nombreuses reprises, dans le monde entier, mais c'est la première fois que l'acteur qui incarne Eric dirige aussi la production. [...] Je fais confiance à Yū et je veux qu'il soit libre dans sa mise en scène, comme son instinct le lui dicte ».

### Entre la scène et les écrans (2021 - présent)
En 2021, il retrouve l'œuvre de Yeston via la production nippone de Nine. Il s'illustre dans le rôle principal, celui de Guido Contini. Sa performance est couronnée de succès aux 28e Yomiuri Theatre Awards : pour la seconde fois, le comédien obtient la récompense du meilleur acteur. Cette production décroche en outre les prix de la meilleure comédie musicale et du meilleur metteur en scène pour Shuntarō Fujita.
En 2022, à la suite de la mort de son ami Haruma Miura, il accepte de reprendre le rôle de Lola sur l'adaptation japonaise de Kinky Boots. Il partage l'affiche avec un autre ami de longue date, Teppei Koike, et retrouve Sonim, sa costar sur Sweeney Todd.
Fort de son succès sur Phantom, Shirota réitère une nouvelle fois l'expérience : il retourne à la mise en scène et alterne cette fois les deux rôles masculins principaux, jouant aléatoirement le Fantôme ou Philippe.
En 2024, Shirota produit et met en scène plusieurs concerts, organisés à Tokyo puis à Singapour. Le spectacle est intitulé TOKYO〜the city of music and love〜. Le projet, extrêmement ambitieux, lui est aussi très personnel : « Je l'ai nommé TOKYO parce que j'avais pour objectif de présenter ce spectacle à l'étranger. J'ai toujours été passionné par ce travail ». Il espère présenter « une œuvre avec un large éventail de compositions, des chansons qui transcendent les frontières des genres ». Shirota y interprète différents titres issus des comédies musicales, des films Disney ou de la J-Pop. Plusieurs chanteurs sont conviés et une troupe de danseurs accompagne chaque performance. La presse affirme que Shirota « sublime l'énergie du divertissement » présenté sur la scène tokyoïte.
Cette même année, en août 2024, il participe au concert événement The Reunion. Il y retrouve d'autres célébrités des scènes musicales tokyoïtes et londoniennes tels que Seiko Niizuma (Miss Saigon), Earl Carpenter (The Phantom of The Opera), Bradley Jaden (Les Misérables), Amelia Miloet (The Phantom of The Opera) ou encore Karimloo.
En parallèle, Shirota est officialisé dans le rôle du Comte Graf von Krolock dans Tanz der Vampire. Cette sixième mouture japonaise fait ses débuts au Tokyo Tatemono Brillia Hall en mai 2025. Il est ainsi le second acteur à l'interpréter, le Comte ayant toujours été incarné par Yūichirō Yamaguchi depuis le lancement de la production japonaise, en 2006. Interrogé à ce sujet, il confirme l'enjeu d'incarner en binôme un antagoniste si emblématique et sa vision de Krolock : « C'est un peu stressant d'endosser le rôle du Comte Krolock alors que, au Japon, la seule image que les gens en ont est celle de [Yūichirō Yamaguchi] ; toutefois, je pense que le rôle d'un être fantastique me convient assez bien. Je veux créer un vampire qui donne au public l'envie d'être mordu ». Il affirme que Tanz der Vampire est une proposition « unique en son genre, combinant des éléments de comédie et d'horreur ». Le magazine spécialisé Spice est particulièrement enthousiasmé par sa prestation, affirmant qu'elle renvoie « une nouvelle image du comte Krolock qui n'a jamais été vue auparavant » : « Sur scène, Yū Shirota donne vie à ce vampire magnifique au cœur froid et rappelle son Empereur des Enfers [...]. Sa beauté pécheresse est surnaturelle. Il porte sa solitude en fardeau et possède la fragilité d'un verre tranchant, lequel semble prêt à se briser s'il est touché ».
Toujours en 2025, il joue le premier rôle masculin de la comédie romantique sexy Ikinari Kon et est annoncé dans la duologie cinématographique Salary Man Kintaro.
En juillet 2025, il participe à la série de concerts commémorant le 80e anniversaire de Maury Yeston et le 20e anniversaire du Umeda Arts Theater : intitulé Life's A Joy! Life Goes On!, le projet est mis en scène par Yamato Ikuta et reprend les principaux succès de Yeston. Shirota y partage notamment l'affiche avec Keisuke Higashi, Kanata Irei, Kazuki Katō, Kiho Maaya, Kōhei Ueguchi ou encore Tomona Yabiku.
En janvier 2026, il est attendu dans le rôle d'Edward, le personnage masculin principal de Pretty Woman ; il signe également l'adaptation japonaise du livret et des paroles.

## Filmographie

### Télévision
- 2005 : Pink no Idenshi
- 2006 : Kami wa Saikoro wo Furanai : invité, épisode 7
- 2006 : The Hit Parade : Mickey Curtis
- 2007 : Dear Students ! : Ken Mizuhara
- 2007 : Haken no Hinkaku : Ryuto Amaya
- 2007 : Hanazakari no Kimitachi e : Kagurazaka Makoto
- 2008 : Hanazakari no Kimitachi e SP : Kagurazaka Makoto
- 2008 : Rookies : Kei Shinjo
- 2008-2009 : Koshonin : Kyosuke Mariya
- 2009 : Glory of Team Batista SP
- 2009 : Go Ape : Yukio Ohgiwara
- 2009 : Koshonin SP : Kyosuke Mariya
- 2009 : Rookies SP : Kei Shinjo
- 2009 : Samurai High School : Tsuyoshi Nakamura
- 2009 : Tenchijin : Sanada Yukimura
- 2010 : SPEC: Birth : Satoshi Chii
- 2011 : Arakawa Under the Bridge : Sister
- 2011 : Shitsuren Hoken : Ayumu Kazuki
- 2011 : Jiu - Special Investigation Team : Takashi Amamiya
- 2012-2013 : Jun & Ai : Yasukazu Mizuno
- 2012-2014 : GTO: Great Teacher Onizuka : Ryuji Danma
- 2013 : SPEC～Rei～ : Satoshi Chii
- 2014 : Kono Mystery ga Sugoi! : Ninomiya
- 2014 : Satsujin Hensachi 70 : Hiroshi Tanaka
- 2014 : Tomorrow, Mom Won't Be Here : Yuki Tojo
- 2015 : High School Chorus : Ariake Suzuki
- 2015 : Marumaru Tsuma : Masaki Itagaki
- 2017 : The Brave Yoshihiko and The Seven Driven People : Vali (invité, épisode 3)
- 2017 : Totto-chan! : Yusuke
- 2018 : Bungaku Shojo : Saku Kagaya
- 2018 : Bye Bye Blackbird : Mayumi
- 2019 : Wataoji My Middle-aged Guardian Angel : Director Chiba
- 2021 : Komi Can't Communicate : Shisuto Naruse
- 2021 : Tokyo MER: Mobile Emergency Room : Eliot Tsubaki
- 2025 : Ikinari Kon : Ando Hajime

### Films
- 2006 : June Bride
- 2006 : The Prince of Tennis : Kunimitsu Tezuka
- 2007 : Arakure KNIGHT
- 2007 : Heat Island : Aki
- 2007 : Waruboro
- 2008 : Shinizokonai no Ao : Hanada
- 2009 : Rookies : Kei Shinjo
- 2010 : Kondo wa aisaka : Takehito Nishida
- 2012 : Arakawa Under the Bridge : Sister
- 2013 : SPEC: Close~Incarnation : Satoshi Chii
- 2013 : SPEC: Close~Reincarnation : Satoshi Chii
- 2014 : Black Butler : Charles Bennett Sato
- 2015 : Akegarasu : Aoi
- 2017 : Ajin: Demi-Human : Koji Tanaka
- 2018 : Hitsuji to Hagane no Mori : Masato Kamijyo
- 2020 : Koshonin The Movie : Kyosuke Mariya
- 2020 : Shinkaishaku Sangokushi : Lu Bu
- 2021 : Remain In Twilight / Kurenazume : Matsuoka
- 2022 : The Confidence Man JP: Episode of the Hero : Gerard González
- 2022 : Violence Action : Michitaka-kun
- 2025 : Salary Man Kintaro : Takatsukasa
- 2025 : Salary Man Kintaro 2 : Takatsukasa

### Doublage
- 2010 : Iris : Jin Sa-woo (Jeong Jun-ho)
- 2015 : Cendrillon : Le Prince Kit (Richard Madden)
- 2020 : En avant : Barley Lightfoot

## Comédies musicales(sélection partielle)
| Année(s)           | Titre                                    | Rôle(s)                                      | Notes |
| ------------------ | ---------------------------------------- | -------------------------------------------- | --- |
| 2003-2004          | Sera Myu                                 | Tuxedo Mask                                  | Rôle masculin principal |
| 2004-2006          | Tenimyu                                  | Kunimitsu Tezuka                             | Rôle principal aux côtés de Kōtarō Yanagi |
| 2007               | Sweeney Todd                             | Anthony Hope                                 | |
| 2007-2008          | Take Flight                              | Charles Lindbergh                            | |
| 2010 / 2015 / 2016 | Elisabeth                                | Der Tod                                      | Rôle principal en alternance avec Yūichirō Yamaguchi, Kanji Ishimaru et Yoshio Inoue Captation DVD existante Récompensé au 65e Festival des Arts du Japon : Prix de la révélation Récompensé aux 23e Yomiuri Theatre Awards : Prix du meilleur acteur Récompensé au WOWOW Katteni Drama Awards 2015 : Prix du Meilleur acteur |
| 2011               | Roméo et Juliette, de la haine à l'amour | Roméo Montaigu                               | Rôle principal en alternance avec Ikusaburō Yamazaki |
| 2013               | Roméo et Juliette, de la haine à l'amour | Roméo Montaigu / Tybalt Capulet              | Rôle principal en alternance avec Yūta Furukawa et Yuto Kakizawa Rôle secondaire en alternance avec Kazuki Katō |
| 2014               | Phantom                                  | Erik, le Fantôme                             | Rôle principal |
| 2016               | The Love Bugs                            | Sinkleman                                    | Distribution principale |
| 2017               | Mademoiselle Julie                       | Jean                                         | Rôle principal |
| 2018               | Bullets Over Broadway                    | Cheech                                       | Récompensé aux 43e Kazuo Kikuta Drama Awards : Meilleur acteur |
| 2019               | Pippin                                   | Pippin                                       | Rôle principal |
| 2019               | Phantom                                  | Erik, le Fantôme                             | Rôle principal en alternance avec Kazuki Katō Egalement metteur en scène Captation DVD existante |
| 2021               | Nine                                     | Guido Contini                                | Rôle principal Captation DVD existante Récompensé aux 28e Yomiuri Theatre Awards : Prix du meilleur acteur |
| 2022               | Curtains                                 | Lieutenant Frank Cioffi                      | Rôle principal |
| 2022               | Kinky Boots                              | Lola                                         | Rôle principal |
| 2023               | Phantom                                  | Erik, le Fantôme / Comte Philippe de Chandon | Rôle principal en alternance avec Kazuki Katō Rôle secondaire en alternance avec Takurō Ōno Egalement metteur en scène |
| 2025               | Tanz der Vampire                         | Comte Graf von Krolock                       | Rôle principal en alternance avec Yūichirō Yamaguchi |
| 2026               | Pretty Woman                             | Edward Lewis                                 | Rôle masculin principal Egalement en charge de la traduction du livret et de l'adaptation des chansons en japonais. |

## Discographie

### Albums solos
- 2011 : U
- 2018 : A singer
- 2020 : Mariage
- 2020 : Even if

### Apparitions
- 2021 : Disney : Ultimate Princess Celebration Album - sur le titre A Dream Is A Wish Your Heart Makes, en duo avec Mitsuki Takahata
- 2025 : Nakamori Akina Tribute Album: Meikyo - sur le titre Shōjo A (少女A)
- 2025 : Musical Moments 2 de Seiko Niizuma - duo sur le titre principal de La Belle et la Bête

## Récompenses
- 2010 : 65e Festival des Arts du Japon : Prix de la révélation pour le rôle de Der Tod dans Elisabeth[8]
- 2015 : 6e Prix Tokiko Iwatani : Prix d'encouragement[29]
- 2016 : 23e Yomiuri Theatre Awards : Prix du meilleur acteur pour le rôle de Der Tod dans Elisabeth
- 2016 : WOWOW Katteni Drama Awards 2015 : Prix du meilleur acteur pour le rôle de Der Tod dans Elisabeth
- 2018 : 43e Kazuo Kikuta Drama Award : Prix du meilleur acteur pour le rôle de Cheech dans Bullets Over Broadway : The Musical[30]
- 2021 : 28e Yomiuri Theatre Awards : Prix du meilleur acteur pour le rôle de Guido dans Nine[31]